# Conjuration des Magnats

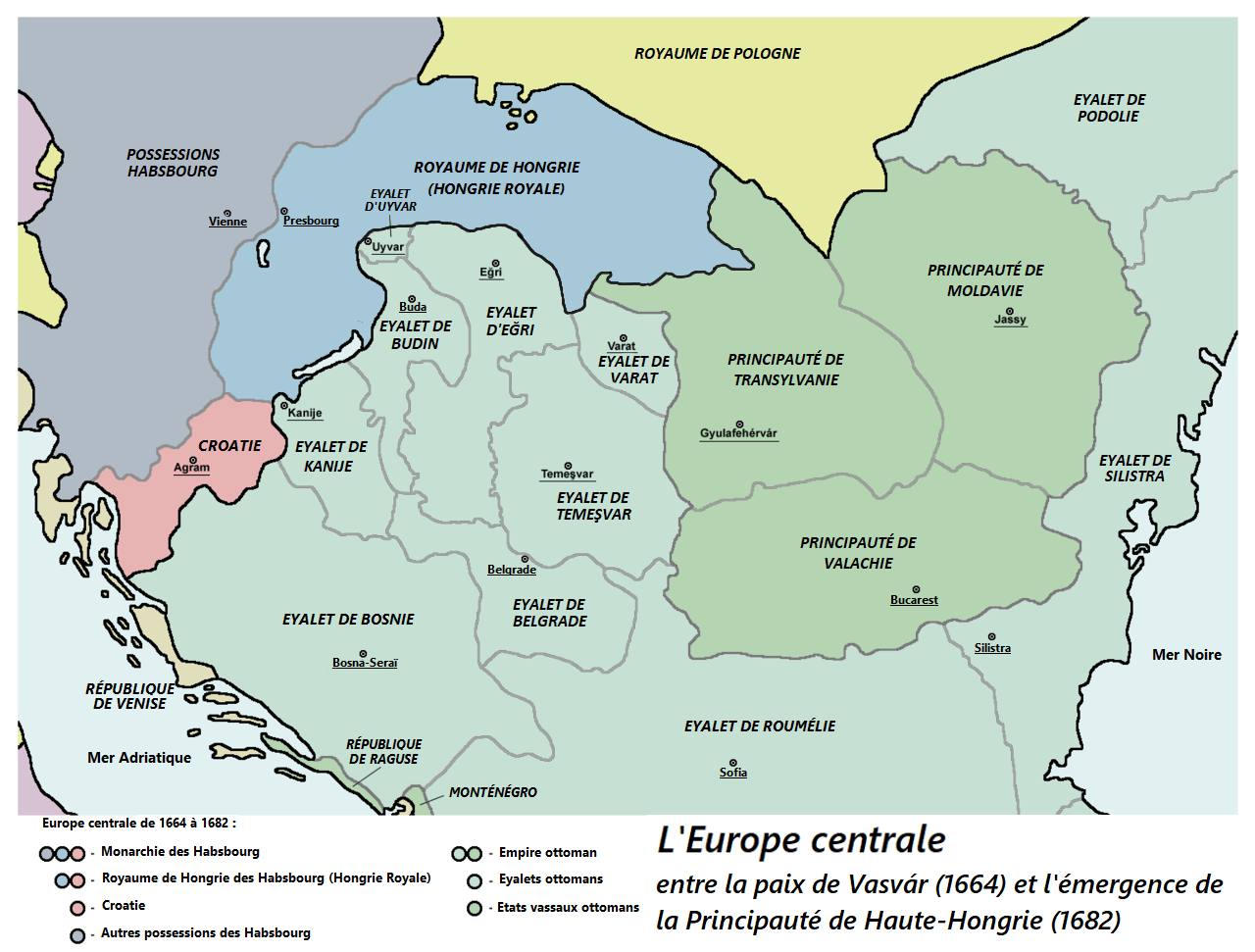
Carte de l'Europe centrale pendant la conjuration des magnats

La Conjuration des Magnats, également connue sous le nom de conjuration Zrinski-Frankopan en Croatie, et de conjuration Wesselényi en Hongrie, fut un complot pour s'affranchir des Habsbourg et des autres influences étrangères agissant sur la Hongrie et la Croatie au XVIIe siècle. Elle fut motivée par l'impopulaire paix de Vasvár, conclue en 1664 entre l'empereur du Saint-Empire romain germanique Léopold Ier et l'Empire ottoman. Cette tentative de révolte mal organisée donna aux Habsbourg un prétexte pour réprimer leurs opposants. Elle fut nommée ainsi en références au comte hongrois Ferenc Wesselényi, et aux comtes croates, les frères Nikola Zrinski et Petar Zrinski ainsi qu'au beau-frère de Petar, Fran Krsto Frankopan.
Pendant la seconde moitié du XVIIe siècle, Vienne souhaitait centraliser l'administration de l'état afin de pouvoir introduire une politique économique cohérente de mercantilisme et ainsi poser les fondations d'une monarchie absolue. Le principal obstacle dans ce sens était l'indépendance des magnats. Nikola et Petar Zrinski, ainsi que leur associé Fran Krsto Frankopan résistaient à la politique de Vienne et avaient été irrités par son indulgence envers les Ottomans. Les Habsbourg accordaient alors plus d'attention à leurs autres objectifs européens qu'à la libération de la Croatie et de la Hongrie des Ottomans.

## Causes

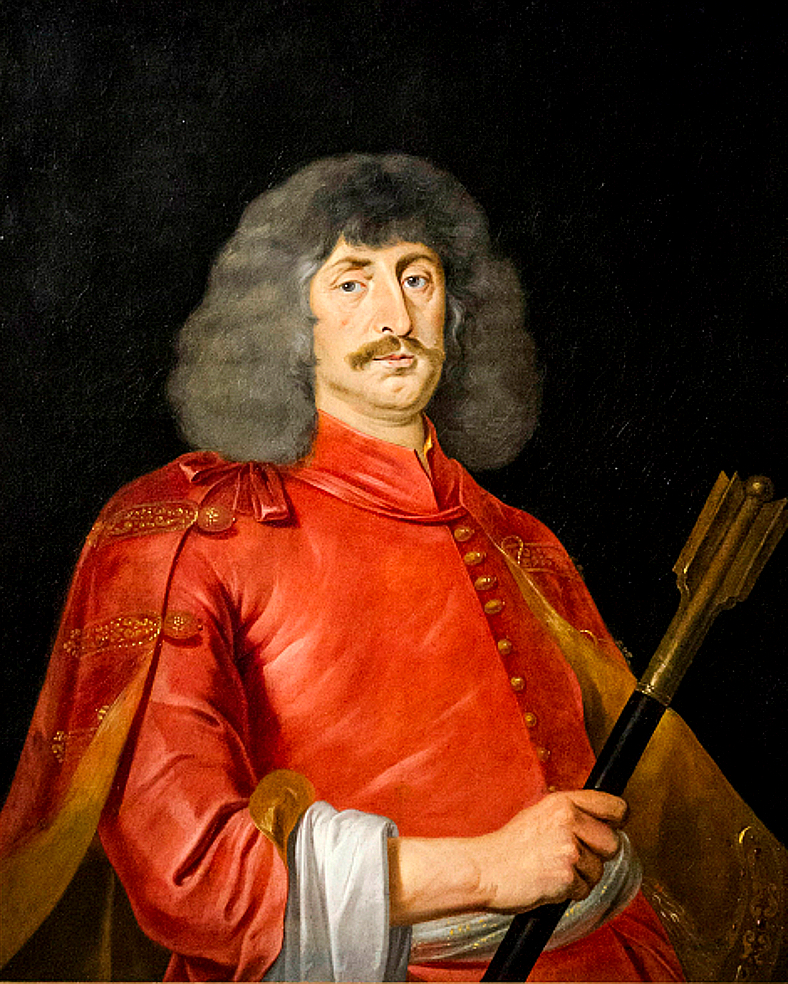
Nikola Zrinski

Débutée au milieu du XIVe siècle, l'expansion de l'Empire ottoman en Europe entraîna une confrontation avec la Serbie et l'Empire byzantin, qui aboutira à la défaite de ces deux nations lors de la bataille de Kosovo (1389) et de la chute de Constantinople (1453). Cette politique expansionniste mènera finalement les Ottomans à entrer en conflit avec les Habsbourg à plusieurs reprises au cours des XVIe et XVIIe siècles. Après la bataille de Mohács en 1526, la partie centrale du Royaume de Hongrie fut conquise. Ainsi, à la fin du XVIe siècle, la Hongrie était divisé en ce qui sera appelé la Tripartition : la Hongrie royale gouvernée par les Habsbourg au nord, les eyalets gouvernés par les Ottomans au sud et la Transylvanie à l'est. Un difficile exercice d'équilibre se mit en place alors que les partisans des Habsbourg  et ceux des Ottomans continuaient de s'affronter dans une série de guerres civiles et d'indépendance.

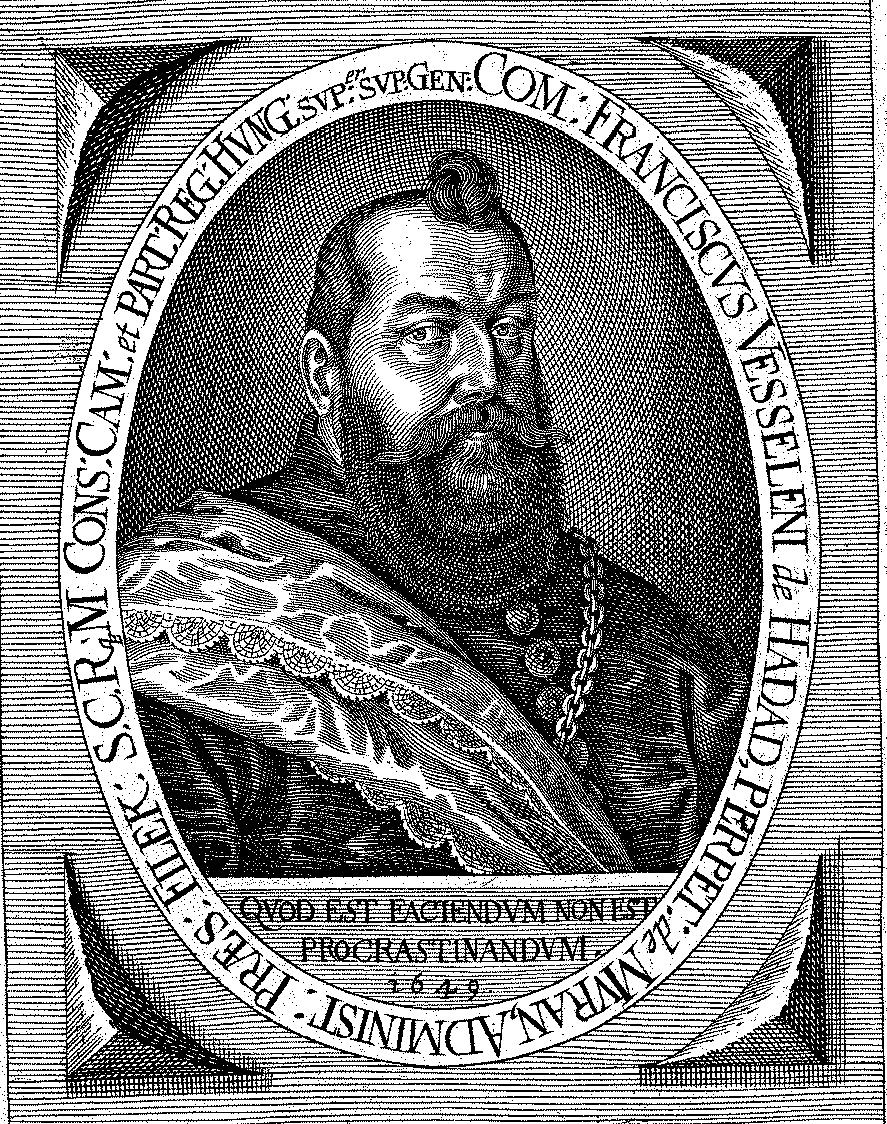
Ferenc Wesselényi

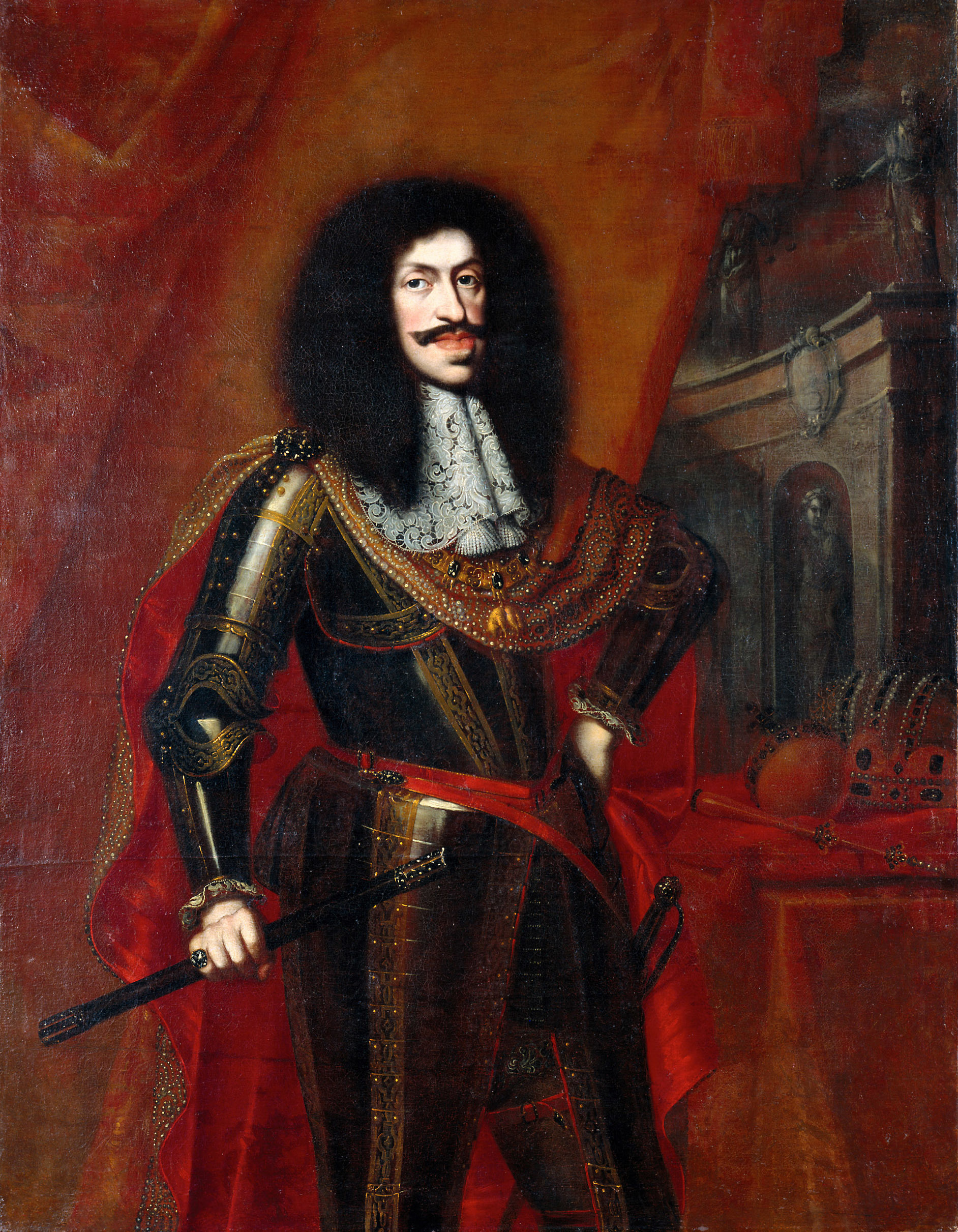
Léopold Ier, empereur du Saint-Empire romain germanique et Archiduc d'Autriche, 1657-1705

En septembre 1656, le statu quo entre les deux grandes puissances d'Europe de l'Est commença à vaciller lorsque le sultan ottoman Mehmed IV, avec l'aide de son grand vizir Mehmet Köprülü, entreprit de réformer l'armée ottomane et de la préparer à un conflit de plus grande ampleur. Ces changements permirent au sultan d'envahir les régions de Hongrie tenues par la Transylvanie en mai 1660. Les batailles qui s'ensuivirent provoquèrent la mort du souverain transylvanien Georges II Rákóczi. Après une victoire assez facile dans cette région, les Ottomans dirigèrent leur importante armée vers certaines parties de la Hongrie royale.
Ces actions finirent par attirer les forces des Habsbourg sous la direction de Léopold Ier. Bien qu'initialement réticent à engager des troupes et à provoquer une guerre ouverte contre les Ottomans, il envoya en 1661 quelque 15 000 de ses soldats sous les ordres de son généralissime Raimondo Montecuccoli. Malgré cette intervention, l'invasion de la Hongrie par les Ottomans n'avait pas ralenti. En réponse, en 1662, Montecuccoli reçut 15 000 soldats supplémentaires et prit position en Hongrie. À cette force s'ajoutait une armée de Croates et de Hongrois autochtones dirigée par le noble croate Nikola Zrinski. Montecuccoli disposait également d'un soutien allemand supplémentaire grâce aux efforts diplomatiques du magnat hongrois Ferenc Wesselényi, qui devint très important. Il semblait que la Hongrie avait alors sa propre diplomatie à Rome, peut-être grâce à l'aide de la France.
Au début de l'année 1664, la coalition avait non seulement repris les terres conquises par les Ottomans, mais aussi coupé leurs lignes d'approvisionnement et capturé plusieurs de leurs forteresses en Hongrie. Pendant ce temps, une importante armée ottomane, dirigée par le grand vizir Köprülü Fazıl Ahmed Pacha et comptant jusqu'à 100 000 hommes, se déplaça de Constantinople vers le nord-ouest. En juin 1664, il attaqua le château de Novi Zrin dans le comitat de Međimurje (au nord de la Croatie) et le conquit après un mois de siège. Mais le 1er août 1664, les armées chrétiennes coalisées d'Allemagne, de France et de Hongrie ainsi que les Habsbourg remportèrent une victoire décisive contre les Ottomans lors de la bataille de Saint-Gothard.
À la suite de cet affrontement, de nombreux Hongrois supposèrent que les forces coalisées poursuivraient leur offensive pour éliminer tous les Ottomans de leurs terres. Cependant, Léopold était davantage préoccupé par les événements qui se déroulaient dans l'Espagne des Habsbourg et par le conflit qui s'y préparait, la future Guerre de Dévolution. Il ne voyait pas la nécessité de poursuivre les combats sur son front oriental alors qu'il pouvait ramener la région à l'équilibre et se concentrer sur le potentiel affrontement contre la France concernant les droits au trône d'Espagne. De plus, les Ottomans auraient pu engager davantage de troupes en l'espace d'un an, et une lutte prolongée avec eux était risquée. Pour mettre fin rapidement à la question ottomane, l’empereur signa ce qui sera appelé la paix de Vasvár.
Ainsi, malgré la victoire commune, le traité était en grande partie un gain pour les Ottomans. Son texte, qui avait enflammé les nobles hongrois, stipulait que les Habsbourg reconnaîtraient Michel Abaffi Ier, qui était contrôlé par les Ottomans, comme souverain de Transylvanie. Ils paieraient aussi 200 000 florins allemands aux Ottomans chaque année en échange de la promesse d'une trêve de 20 ans. Bien que Léopold pouvait désormais se concentrer sur les problèmes en Espagne, les Hongrois restaient divisés entre deux empires. De plus, de nombreux magnats hongrois eurent l'impression que les Habsbourg les avaient écartés alors que c'était leur seule occasion d'obtenir l'indépendance et la sécurité face aux avancées des Ottomans. En conséquence, un certain nombre de nobles décidèrent de se débarrasser physiquement de l'influence étrangère en Hongrie.

## Déroulement
Un des principaux meneurs de la conjuration fut Nikola Zrinski, le ban de Croatie qui commanda les forces croates et hongroises autochtones pendant la Guerre austro-turque aux côtés de Montecuccoli, le commandant Habsbourg. À cette époque, Zrinski avait déjà commencé à élaborer des plans pour une Hongrie libre de toute influence extérieure, et dont la population serait protégée par l'État plutôt qu'utilisée par celui-ci. Il espérait créer une armée unie avec le soutien des Croates et des Transylvaniens pour libérer la Hongrie. Cependant, il mourut quelques mois plus tard au cours d'une partie de chasse, dans une lutte contre un sanglier. Son décès laissa la révolte entre les mains de Petar, son frère cadet, et de Ferenc Wesselényi.
Les conspirateurs espéraient gagner des soutiens étrangers dans leur tentative de libérer la Hongrie et de renverser les Habsbourg. Ils ouvrirent ainsi des négociations secrètes avec de nombreuses nations, dont la France, la Suède, la république des Deux Nations et la république de Venise. Katarina Zrinska, l'épouse de Petar Zrinski, se rendit à Paris et s'entretint avec Louis XIV. De leur côté, Wesselényi et ses confrères magnats firent même des propositions aux Ottomans en leur offrant toute la Hongrie en échange d'un semblant d'autonomie une fois les Habsbourg évincés. Cependant, aucun État ne voulut intervenir. Le sultan, comme l'empereur, n'avait aucun intérêt à ce que le conflit reprenne. Sa cour informa même ce dernier des tentatives des conspirateurs en 1666.
Bien que ces avertissements aient donné du poids à l'affaire, Léopold soupçonnait déjà la conjuration. En effet, les Autrichiens avaient des informateurs au sein du groupe de nobles et avaient été mis au courant de leurs nombreuses tentatives presque désespérées d'obtenir une aide étrangère. Pourtant, aucune mesure n'avait été prise à leur encontre parce qu'ils n'avaient pas fait grand-chose jusqu'à présent. L'empereur semble avoir considéré leurs actions comme de timides projets qui ne furent jamais vraiment sérieux. Les conspirateurs avaient planifié un certain nombre de complots qu'ils ne mirent jamais à exécution, comme le complot de novembre 1667 visant à enlever Léopold, qui n'a pas abouti.
Après une nouvelle tentative infructueuse d'obtenir une aide étrangère auprès du pacha de Buda, Zrinski et plusieurs autres conspirateurs se rendirent. Cependant, Léopold se contenta de leur accorder la liberté pour gagner le soutien du peuple hongrois. Aucune mesure ne fut prise jusqu'en 1670, lorsque les conspirateurs restants commencèrent à faire circuler des pamphlets incitant à la violence contre l'empereur et appelant à une invasion par l'Empire ottoman. Ils appelèrent également à un soulèvement de la minorité protestante au sein de la Hongrie royale. Lorsque les idéaux de la conjuration commencèrent à bénéficier d'un certain soutien en Hongrie, la réaction officielle ne se fit pas attendre.
En mars 1671, les chefs du groupe, dont Petar Zrinski, Fran Krsto Frankopan et Ferenc II Nádasdy, furent appréhendés et exécutés ; quelque 2 000 nobles furent arrêtés dans le cadre d'une répression de masse (parmi lesquels de nombreux petits nobles qui n'avaient pas participé aux événements, mais Léopold entendait prévenir des révoltes similaires à l'avenir).
Des persécutions furent également infligées aux roturiers hongrois et croates, alors que les soldats des Habsbourg sécurisaient la région. Des églises protestantes furent brûlées en guise de démonstration de force contre tout soulèvement. Léopold ordonna la suspension de toutes les lois organiques  hongroises en représailles de la conjuration. Ce geste a mis fin à l'autonomie que la Hongrie royale s'était théoriquement vue accorder, et ce pour les dix années qui suivirent. En Croatie, où Petar Zrinski avait été ban pendant la conjuration, il n'y aura pas de nouveau ban d'origine croate pour les 60 prochaines années.

## Conséquences

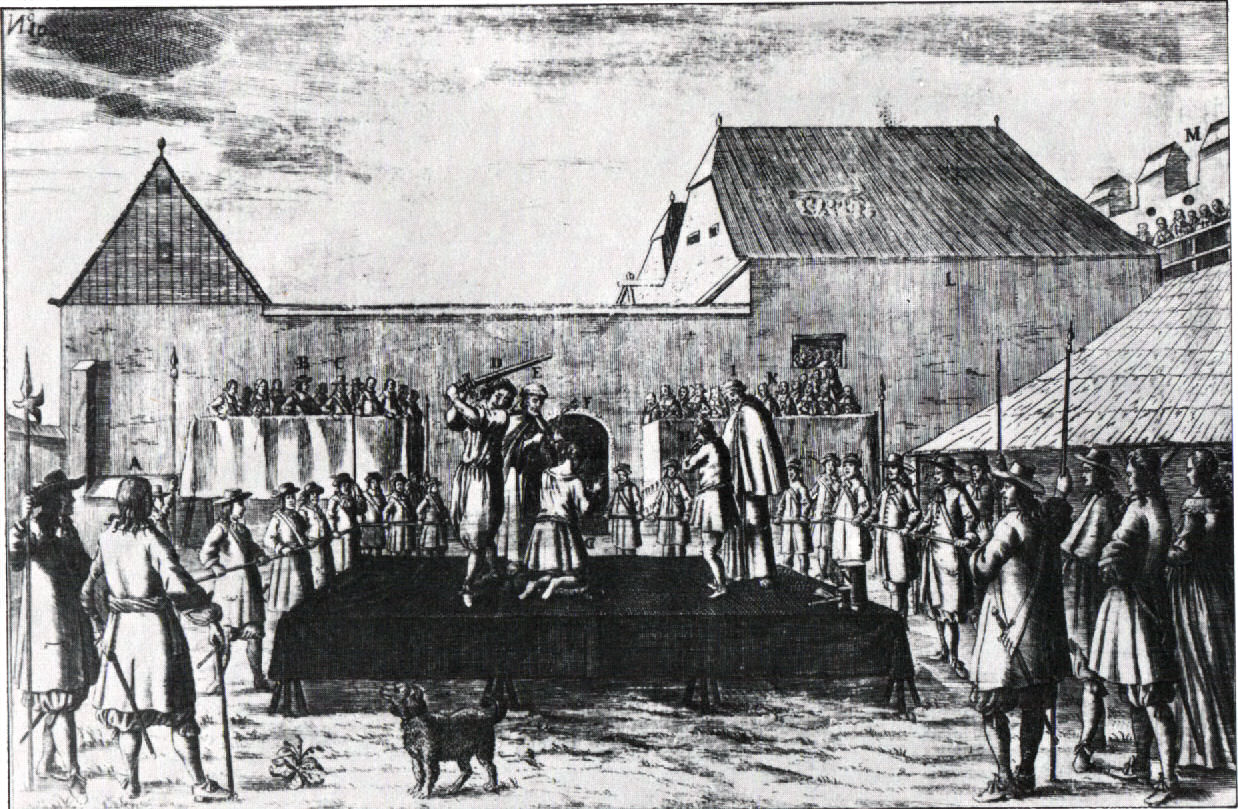
Exécution de Zrinski et de Frankopan à Wiener Neustadt

Petar Zrinski et Fran Krsto Frankopan reçurent l'ordre de se rendre à la cour de l'empereur. La note disait que, comme ils avaient cessé leur rébellion et s'étaient repentis assez tôt, ils bénéficieraient de la clémence de Léopold pour peu qu'il la plaide. Au lieu de cela, ils furent arrêtés dès leur arrivée à Vienne, jugés, enfermés à Wiener Neustadt puis décapités le 30 avril 1671. Nádasdy fut exécuté le même jour, et Tattenbach plus tard, le 1er décembre 1671.
À cette période, la noblesse jouissait du privilège de pouvoir être jugée par un tribunal composé de pairs. Mais les conspirateurs furent d'abord jugés par l'assemblée de la cour de l'empereur. Après le verdict, ils invoquèrent donc leurs droits nobiliaires. Ainsi, un autre tribunal, composé de nobles provenant de régions de l'empire éloignées de la Croatie ou de la Hongrie, examina et valida le verdict précédent (la mort). Le verdict de Petar Zrinski se lit comme suit : "Il a commis les plus grands péchés en voulant se faire couronner souverain indépendant de Croatie. Au lieu d'une couronne, c'est une épée sanglante qui l'attend."
Pendant le procès et après l'exécution, les domaines des accusées furent pillés et leurs familles dispersées. La destruction de ces puissantes familles féodales garantit qu'aucun événement similaire ne se produise jusqu'au XVIIIe siècle. La femme de Petar (Katarina Zrinska) et deux de leurs filles moururent dans des couvents. Leur fils Ivan périra, devenu fou, après 20 ans d'emprisonnement et de tortures. Katarina publia la dernière lettre que son mari lui adressa,.
Les ossements de Zrinski et de Frankopan restèrent en Autriche pendant 248 ans, et ce n'est qu'après la chute de la monarchie que leurs restes furent déplacés dans la crypte de la cathédrale de Zagreb.

### Répercussions en Hongrie

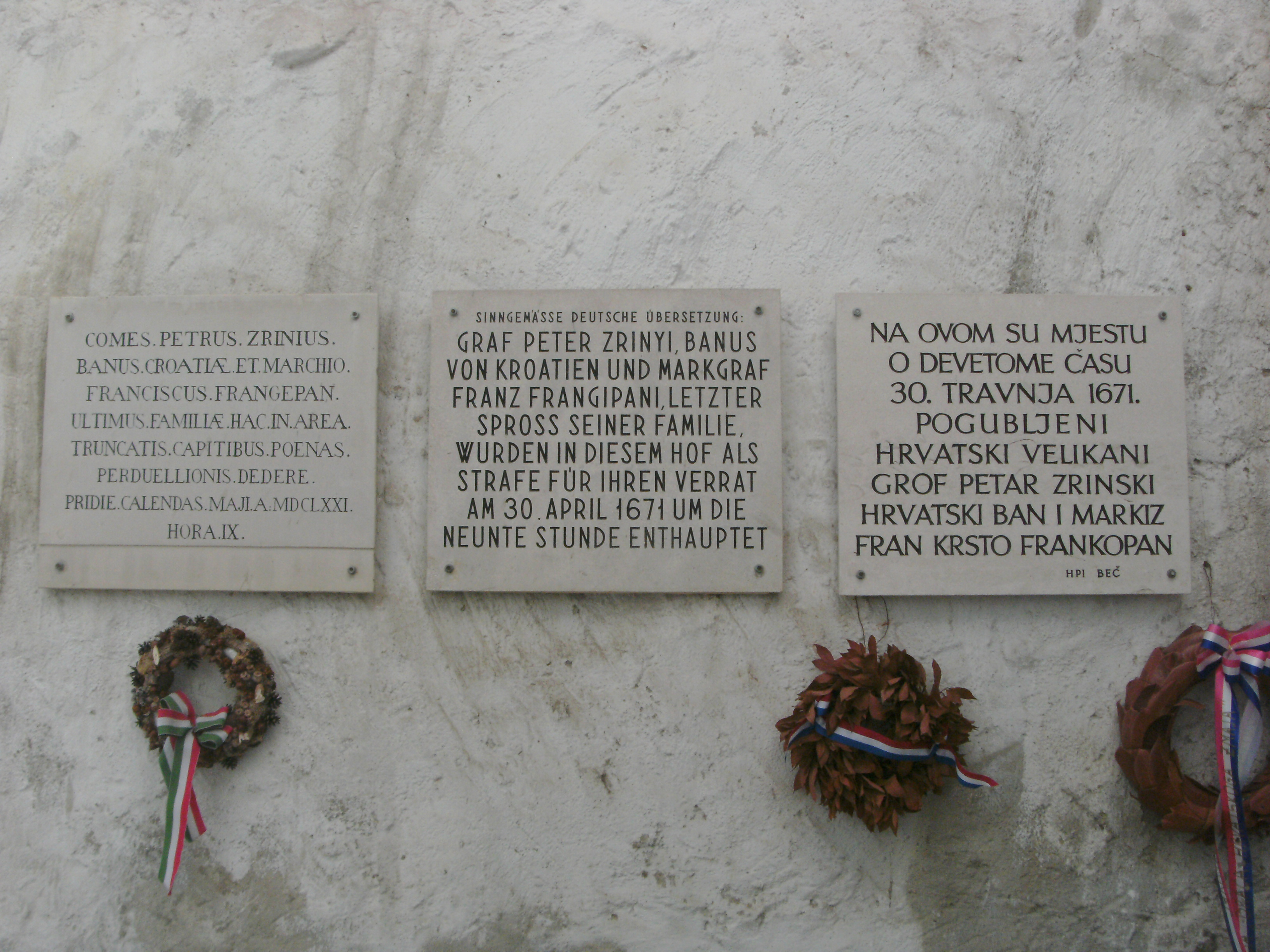
Plaques commémoratives en l'honneur de Frankopan et de Zrinski écrites en latin, en allemand et en croate à Wiener Neustadt

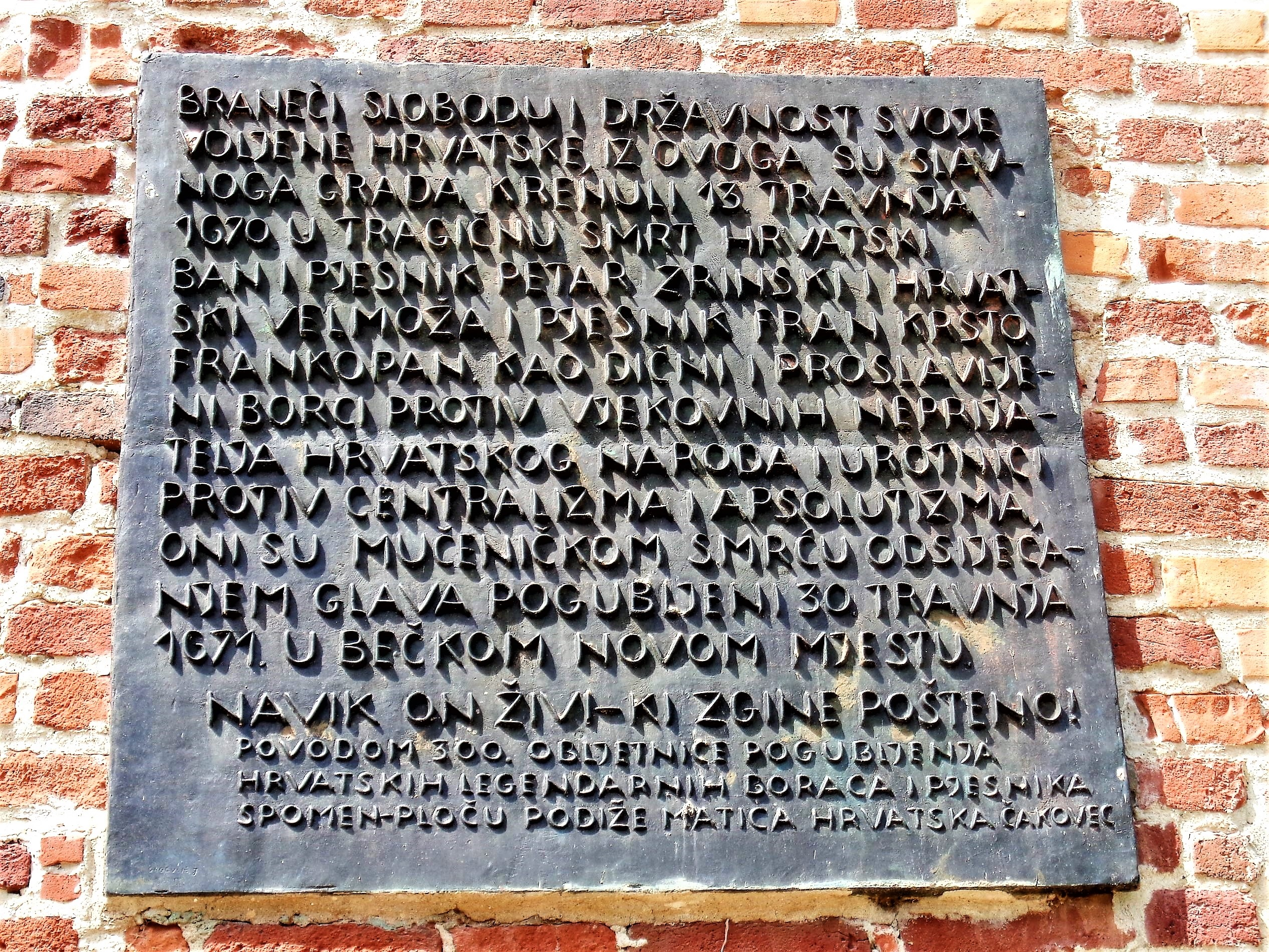
Plaque commémorative à l'entrée du Château de Čakovec, Croatie

Afin de combattre la menace supposée que les protestants hongrois faisaient peser sur les catholiques romains de ses terres, Léopold ordonna quelque 60 000 conversions forcées au cours des deux premières années des représailles contre la conjuration. En outre, 800 églises protestantes furent fermées. En 1675, 41 pasteurs protestants furent exécutés publiquement après avoir été reconnus coupables d'incitation aux émeutes et aux révoltes.
Tom Keglević, alors le chef de la maison Keglević, arma ses sujets et devint la terreur de la Styrie et des marchands allemands qui venaient dans cette région. Par conséquent, l'empereur l'invita à une audience royale à Laxenbourg, près de Vienne. Tom Keglević s'y rendit avec sa bande de 200 hommes lourdement armés, si bien que l'empereur lui-même prit peur et ne le réprimanda pas, mais le congédia avec les mots "devenez meilleur".
La répression poussa un certain nombre d'anciens soldats et d'autres natifs hongrois à se soulever contre l'État dans une sorte de guérilla. Ces kuruc ("croisés") commencèrent à lancer des raids contre l'armée des Habsbourg stationnée en Hongrie. Dans les années qui suivirent la répression, les rebelles kuruc se rassemblèrent en masse pour combattre les Habsbourg ; leurs effectifs atteignant 15 000 hommes à l'été 1672.

Ces forces eurent beaucoup plus de succès que la conjuration et restèrent actives contre les Habsbourg jusqu'en 1711 ; elles réussirent mieux à convaincre les gouvernements étrangers de leur capacité à réussir. L'aide étrangère vint d'abord de la Transylvanie (qui était sous suzeraineté ottomane), puis de l'Empire ottoman. Cette reconnaissance étrangère conduira finalement à une invasion à grande échelle des domaines des Habsbourg par l'Empire ottoman et au siège de Vienne en 1683.

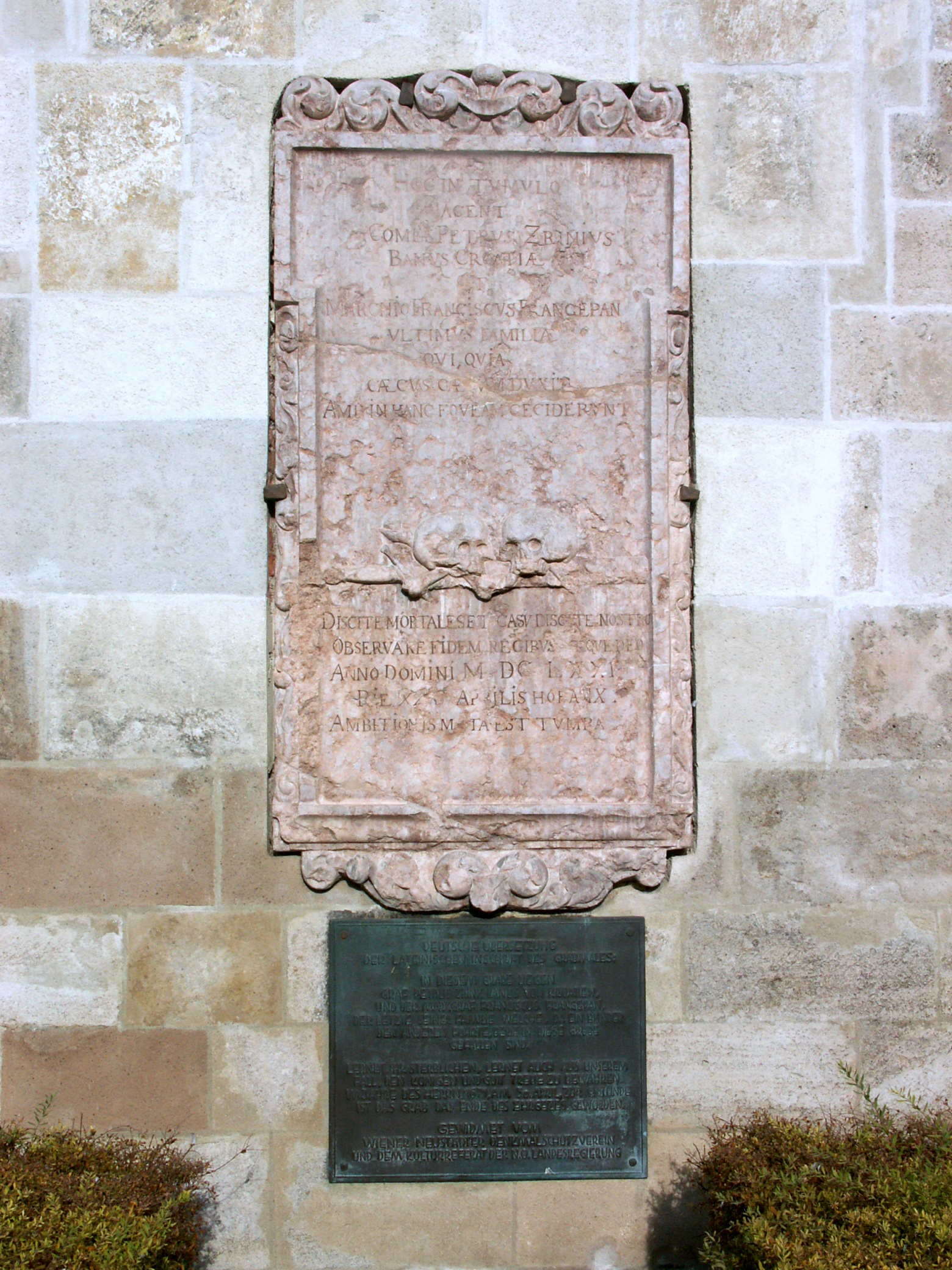
Pierre tombale de Zrinski et de Frankopan sur la cathédrale de Wiener Neustadt

### Répercussions en Croatie
Les conquêtes ottomanes avaient réduit le territoire de la Croatie à seulement 16 800 km2 en 1592. Le pape qualifia le pays de "restes des restes du royaume de Croatie" (latin : Reliquiae reliquiarum regni Croatiae) et cette description devint le cri de guerre des nobles lésés. Cette perte signa l'arrêt de mort de la plupart des familles nobles croates qui, en 1526, avaient voté pour que les Habsbourg deviennent rois de Croatie. Sans aucun territoire sous leur contrôle, elles étaient devenus des reliques de l'histoire. Seules les familles Zrinski et Frankopan restèrent puissantes car leurs possessions se trouvaient dans la partie occidentale non conquise du pays. À l'époque de la conjuration, elles contrôlaient environ 35 % de la Croatie civile (un tiers du territoire croate était sous le contrôle direct de l'empereur en tant que confins militaires). Après l'échec de la conjuration, ces terres furent confisquées par l'empereur, qui pouvait les accorder à sa discrétion. Rien ne montre mieux la situation en Croatie après la conjuration que le fait qu'entre 1670 et la révolution de 1848, il n'y aura que 2 bans de nationalité croate, là où entre 1527 et 1670, il y en avait eu 13. La période allant de 1670 au renouveau culturel croate du XIXe siècle fut l'âge sombre du pays sur le plan politique. Depuis la conjuration des magnats jusqu'en 1797 et la Guerre de la Première Coalition, aucun soldat ne fut recruté en Istrie, alors qu'au XVIIe siècle, un total de 3 000 soldats y avaient été recrutés.
Sans influence à la Cour des Habsbourg, les Croates n'étaient pas en mesure de demander la reconquête des territoires perdus pendant les Guerres austro-turques aux XVIIe et XVIIIe siècles. De sorte que ces territoires, situés pour la plupart dans l'actuelle Bosnie-Herzégovine (tels que Banja Luka, Bihać, etc.), restèrent hors de leur contrôle.

## Conspirateurs
Les chefs de la conspiration étaient initialement le ban de Croatie Nikola Zrinski et le palatin hongrois Ferenc Wesselényi. Les conspirateurs furent rapidement rejoints par des membres mécontents des familles nobles de Croatie et de Hongrie, tel que le frère de Nikola Petar (nommé ban de Croatie après la mort de Nikola), le beau-frère de Petar Fran Krsto Frankopan, le gendre de Petar et prince élu de Transylvanie François Rákóczi, le chef de la cour royale de justice de Hongrie Ferenc II Nádasdy et l'archevêque d'Esztergom (le primat de Hongrie) György Lippay. La conjuration et la rébellion furent entièrement menées par la noblesse. Nikola Zrinski, György Lippay et Ferenc Wesselényi moururent tous avant que la conspiration ne soit révélée. Les autres chefs, Petar Zrinski, Fran Krsto Frankopan et Ferenc II Nádasdy furent tous exécutés en 1671. François Ier Rákóczi fut le seul grand conspirateur dont la vie fut épargnée, grâce à l'intervention de sa mère Zsófia Báthory et au paiement d'une rançon,.